# Gymnotus bahianus
Gymnotus bahianus är en fiskart som beskrevs av Campos-da-paz och Costa, 1996. Gymnotus bahianus ingår i släktet Gymnotus och familjen Gymnotidae. Inga underarter finns listade i Catalogue of Life.